# Karl Hess
Karl Hess (25 de maio de 1923 - 22 de abril de 1994) foi um redator de discursos de nível nacional e autor estadunidense. Ele também foi um filósofo político, editor, soldador, motociclista, sonegador de impostos, ateu e libertarianista.

## Ver Também
- Karl Hess: Toward Liberty